# David Hasselhoff

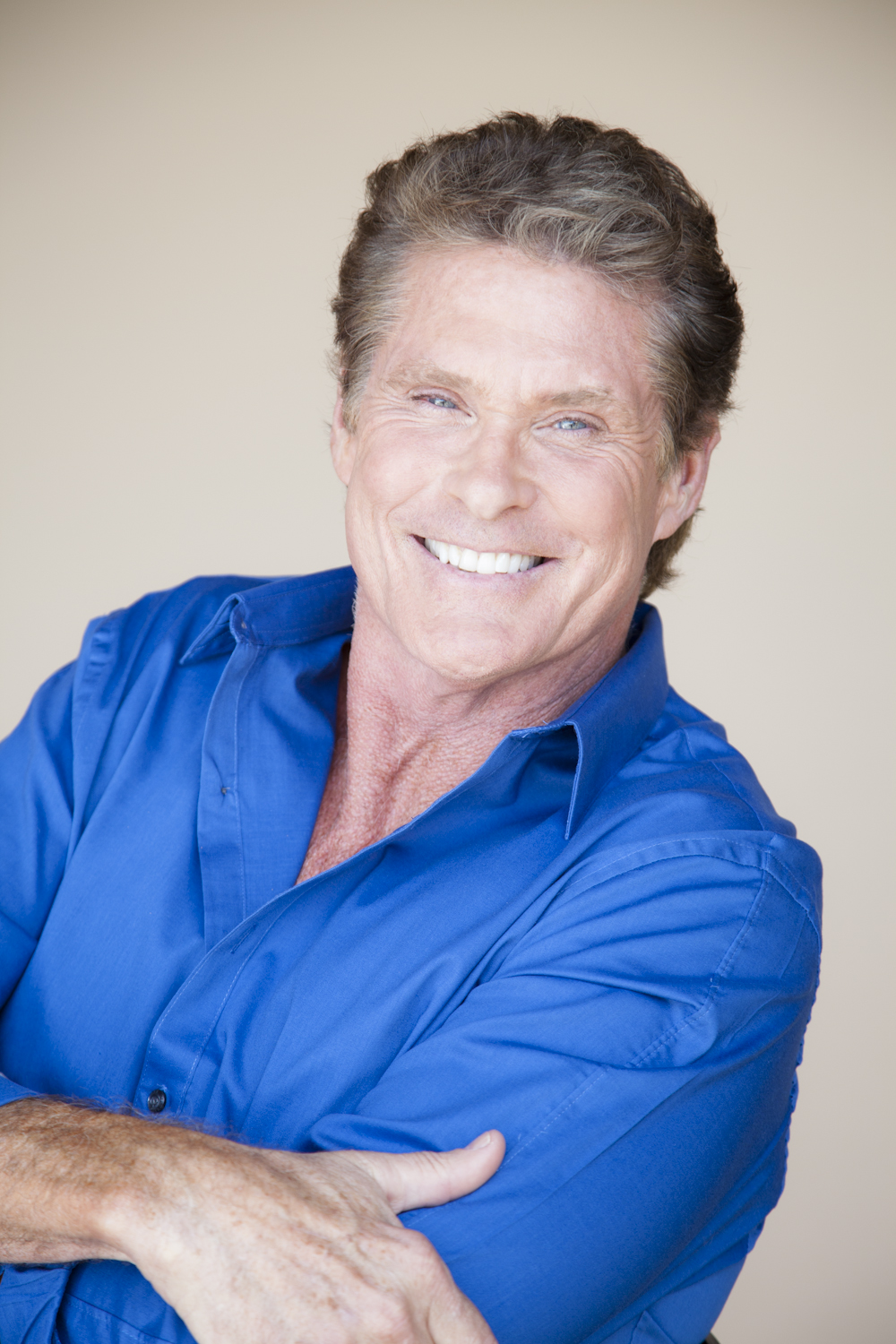
David Hasselhoff (2013)

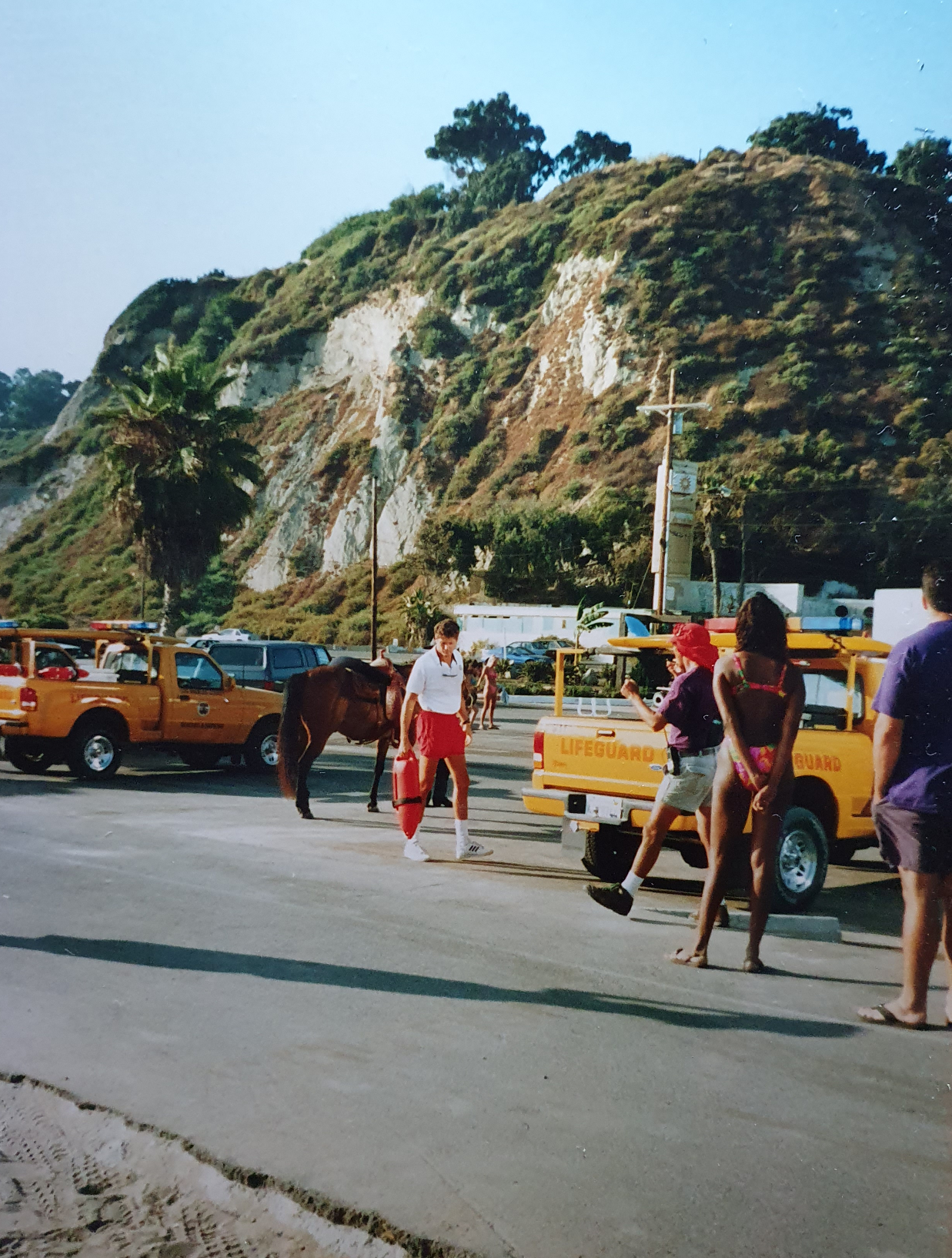
Hasselhoff bei Dreharbeiten zur TV-Serie Baywatch im August 1993 in Santa Monica, CA, USA.

David Michael Hasselhoff (* 17. Juli 1952 in Baltimore, Maryland) ist ein US-amerikanischer Schauspieler und Sänger. Bekannt wurde er durch seine Hauptrollen in den Fernsehserien Knight Rider und Baywatch sowie musikalische Veröffentlichungen.

## Leben

### Schauspielkarriere

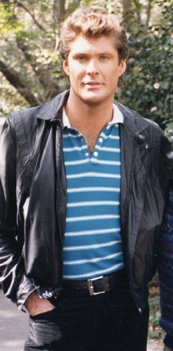
Hasselhoff (1986)

Erste schauspielerische Erfolge hatte Hasselhoff von 1975 bis 1982 in der US-amerikanischen Seifenoper The Young and the Restless, die in Deutschland unter dem Titel Schatten der Leidenschaft auf Sat.1 ausgestrahlt wurde, in der Rolle des jugendlichen Verführers Dr. Snapper Foster. 2010 übernahm er noch einmal 5 Gastauftritte in der gleichen Rolle. Promotion-Fotos in Lederjacke und schwarzer Badehose begründeten seinen Ruf als männliches Sexsymbol. 1978 trat er als Prinz Simon in einer italienischen Star-Wars-Kopie namens Star Crash – Sterne im Duell (Scontri stellari oltre la terza dimensione) auf.
Den weltweiten Durchbruch erreichte Hasselhoff als Michael Knight in Glen A. Larsons Serie Knight Rider (1982–1986). Die 1989 gestartete, 241 Folgen umfassende US-Fernsehserie Baywatch, die in den Vereinigten Staaten nach der ersten Staffel floppte, wurde 1991 von Hasselhoff als Produzent weitergeführt und erreichte weltweite Erfolge. Sie galt als die erfolgreichste Fernsehserie der Welt und wurde in 144 Ländern ausgestrahlt. In der Rolle des Rettungsschwimmers Mitch Buchannon war er der Hauptdarsteller der bis 2001 gedrehten Serie. Von 1995 bis 1997 wurden zusätzlich zwei Staffeln als Spin-off-Serie Baywatch Nights produziert, in denen er als Privatdetektiv tätig war.
1996 erhielt Hasselhoff einen Stern auf dem Walk of Fame in Hollywood.
Ab dem 16. Juli 2004 spielte Hasselhoff drei Monate die Hauptrolle des Billy Flynn in der Londoner Westend Produktion des Musicals Chicago. Einen großen Traum verwirklichte er sich, als er im Jahr 2000 am Broadway in New York im Musical Jekyll und Hyde die Hauptrolle übernahm. Im Film Voll auf die Nüsse von 2004 hat er einen kurzen Auftritt als Trainer der deutschen Nationalmannschaft. Außerdem hatte er 2004 einen Cameo-Auftritt im Spongebob-Kinofilm. Zwei Jahre später spielte er neben Adam Sandler eine Rolle in der Komödie Klick.
Außerdem hatte Hasselhoff 2008 einen Auftritt im Echtzeitstrategiespiel Command & Conquer: Alarmstufe Rot 3, in dem er gegen Ende der Alliierten-Kampagne zum Präsidenten der USA ernannt wird.
2009 saß Hasselhoff zudem in der Jury der Castingshow America’s Got Talent. Er war dort neben Piers Morgan und Sharon Osbourne ein ständiges Jurymitglied.
2011 spielte er im Kinofilm Hop – deutscher Titel Hop – Osterhase oder Superstar? – sich selbst.
Im Jahr 2013 nahm er an der Sat.1-Fernsehshow Promi Big Brother teil, verließ die Sendung jedoch bereits nach vier Tagen mit der Begründung, dass sein Vater erkrankt sei.
Hasselhoffs deutsche Synchronstimme war Andreas von der Meden, seit 2012 wird er zunehmend auch von Frank Muth und Ronald Nitschke gesprochen.

### Musikkarriere

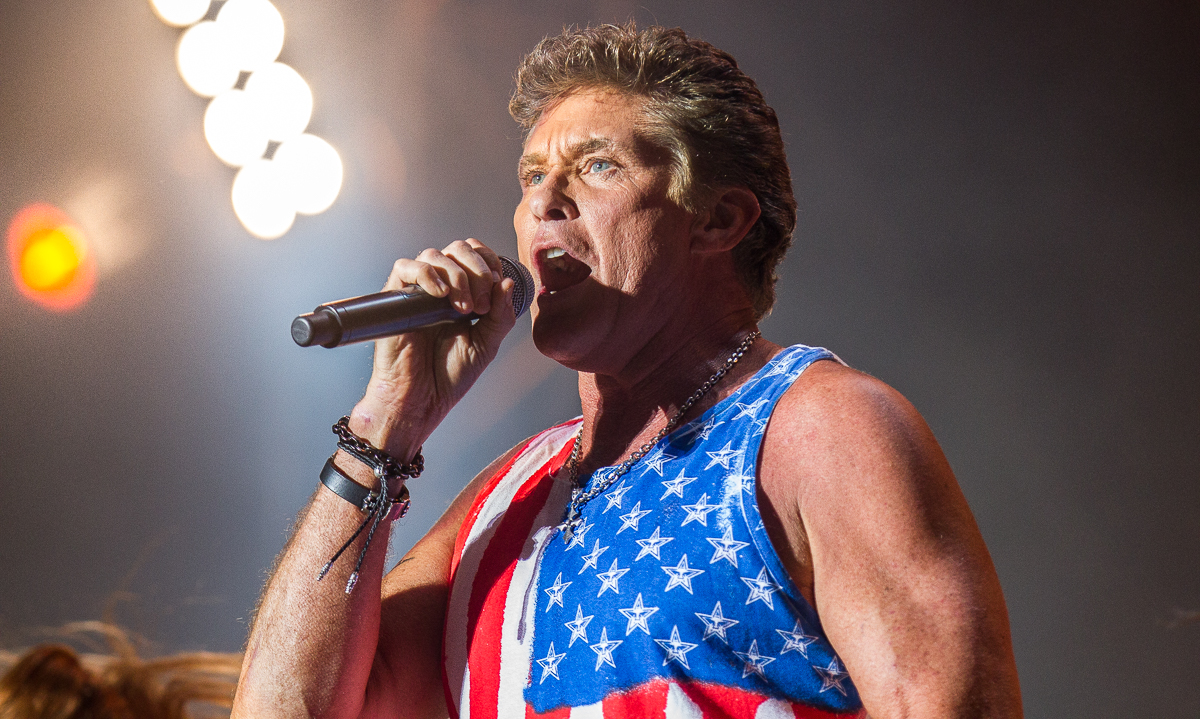
Hasselhoff live am NOVA ROCK 2014

Nebenbei widmete sich Hasselhoff seinem Hobby Singen und Tanzen und veröffentlichte zwei in den Vereinigten Staaten wenig erfolgreiche Alben mit Liebesballaden: Night Rocker (1985) und Lovin’ Feelings (1987). Das Titellied der Seifenoper Nadia’s Theme wurde von Hasselhoff für das Album Lovin’ Feelings eingesungen. 1988 sang er in einer Fernsehshow, bei der das Auto aus der Fernsehserie Knight Rider auf der Bühne präsentiert wurde, ein Duett mit dem Schauspieler Harald Juhnke. Die beiden Alben Night Rocker und Lovin’ Feelings wurden 1989 in der Schweiz als ein Album (Knight Lover) wiederveröffentlicht und begründeten Hasselhoffs Erfolg in Österreich. Drei Titel aus dieser Zeit sind in der Knight-Rider-Episode Let it be me / Ich werd’ auf ewig dein Freund sein, in der Hasselhoff gemeinsam mit seiner ersten Frau auftritt, zu hören.
Durch einen Fernsehauftritt wurde die Schwiegermutter des deutschen Musikproduzenten Jack White (eigentlich Horst Nußbaum) auf David Hasselhoff aufmerksam und empfahl White eine Zusammenarbeit mit Hasselhoff. 1988 nahm Hasselhoff mit ihm zusammen das Lied Looking for Freedom auf, das nach einem Auftritt in der Fernsehsendung Wetten, dass..? am 4. März 1989 in Deutschland teilweise über 70.000 mal am Tag verkauft wurde und für acht Wochen den ersten Platz der Hitparade belegte. White und Hasselhoff nahmen daraufhin in Whites Studio in Kitzbühel das gleichnamige Album auf, das aber nur Platz 5 der Albumcharts erreichen konnte. Nach dem zunächst auf Österreich beschränkten Erfolg gelang ihm somit in Deutschland der Durchbruch als Sänger. Zu Silvester 1989 sang er Looking for Freedom an der Berliner Mauer vor über 500.000 Menschen. Er produzierte in den 1990er Jahren ein Album und mehrere Lieder für Jeremy Jackson.
Hasselhoffs Album The Night before Christmas platzierte sich im Dezember 2005 in den Top 100 der australischen Charts. Die Single Jump in My Car erschien 2006 und stieg in die australischen Top 50 Charts ein, außerdem war sie der höchste Neueinsteiger (Oktober 2006) in den UK-Charts (3. Platz). Jump in My Car sollte den Auftakt zur kommenden Welttournee bilden, deren Start ursprünglich bereits für Februar 2006 in Australien geplant war.
2015 veröffentlichte Hasselhoff mit dem Song True Survivor das Titellied zum Trashfilm Kung Fury, einer Parodie auf Kung-Fu-Filme aus den 1980er Jahren.
2017 steuerte er für den Soundtrack zu Guardians of the Galaxy 2 einen Song bei, in dessen Musikvideo die Schauspieler des Films auftraten.
Im September 2019 erschien das Album Open Your Eyes, auf dem er Rock-, Pop- und Countryhits coverte, so u. a. den Neil-Diamond-Song Sweet Caroline. Bei der Aufnahme der dreizehn Songs wurde er unterstützt von James Williamson, Elliot Easton, Steve Stevens, Al Jourgensen, Charlie Daniels und Patrick Moraz.
Im September 2021 veröffentlichte er das Studioalbum Party Your Hasselhoff das auf Anhieb Platz 4 der Album-Charts in Deutschland erreichte.
Insgesamt erhielt Hasselhoff weltweit über 45 Gold- und Platinauszeichnungen.

### Kult
In den 1990er Jahren war Hasselhoff, oft nur „The Hoff“ genannt, der Star, der am häufigsten auf dem Cover der Jugendzeitschrift Bravo zu sehen war. Zudem gab es Markenschuhe, die den Namen Hasselhoff trugen.
Basierend auf dem legendären Auftritt an der Berliner Mauer 1989 entstand der häufig ironisch zitierte urbane Mythos, Hasselhoff habe „mit seinem Gesang die Berliner Mauer zu Fall gebracht“. Hasselhoff hat dies wiederholt zurückgewiesen:
„Ich sollte das wohl ein für alle Mal klarstellen: Mit dem Mauerfall hatte ich nichts zu tun! Ich habe lediglich ein Lied gesungen, das den Menschen Hoffnung gegeben hat.“
Hasselhoff stand im Guinness-Buch der Rekorde als „Most watched TV Star in history“ (englisch für „meistgesehener Star der Fernsehgeschichte“) und für den Rekord von 70 m im Reverse Bungeespringen (bei dem man von der Erde in die Luft katapultiert wird).
Hasselhoffs Name wird parodiert von den Foo Fighters in Long Road to Ruin. Dave Grohl spielt im Video den Schauspieler Davy Grolton, welcher als Hansom Davidoff Hauptdarsteller in der Seifenoper Long Road to Ruin ist.
In den USA ist bekannt, dass Hasselhoff in Deutschland zeitweilig erfolgreicher als in seiner Heimat war, was mehrfach karikiert wurde. Anspielungen darauf sind zum Beispiel in den Filmen Voll auf die Nüsse und Eurotrip zu sehen. Für 2019 wurde eine umfangreiche Tour in Deutschland, Österreich und der Schweiz mit 13 Auftritten bestätigt. Seine für 2023 angekündigte Tour in Deutschland und Österreich hingegen, wurde unerwartet aus gesundheitlichen Gründen im März 2023, bisher Stand August 2023, ersatzlos abgesagt.

### Persönliches
Die väterlichen Wurzeln Hasselhoffs liegen in Völkersen, rund 30 Kilometer südöstlich von Bremen. Meta Hasselhoff, eine Ur-Ur-Großmutter, siedelte 1865 mit ihrer Familie von Bremen nach Baltimore in die Vereinigten Staaten über. Seine anderen Ahnen mütterlicherseits stammten vorwiegend aus England. In den 1990er Jahren hatte er zeitweise einen Wohnsitz in Oberndorf in Tirol (bei Kitzbühel, wo sein Musikproduzent Jack White lebt).
Hasselhoff studierte am California Institute of the Arts. Er war von 1984 bis 1989 mit seiner Schauspielkollegin Catherine Hickland verheiratet. 1989 heiratete er die Schauspielkollegin Pamela Bach (1963–2025), mit der er zwei Töchter hat: Taylor-Ann (* 1990) und Hayley-Amber (* 1992). Seit dem 26. Juli 2006 ist die Ehe geschieden. Die Familie wohnte in Los Angeles, Kalifornien. Am 31. Juli 2018 heiratete Hasselhoff die 27 Jahre jüngere walisische Verkäuferin Hayley Roberts, die er sieben Jahre zuvor kennengelernt hatte. Seine im Herbst 2006 veröffentlichte Biographie Making Waves war das zweitmeistverkaufte Buch des Jahres 2006 in Großbritannien. 2007 erschien es in den USA.
2007 wurde auf der Internetplattform YouTube ein Video veröffentlicht, in welchem Hasselhoff volltrunken versuchte, einen Cheeseburger zu verspeisen. Das Video wurde von seiner Tochter Taylor-Ann angefertigt und war ausschließlich für den privaten Gebrauch bestimmt. Die Speicherkarte der Kamera wurde jedoch (von einer der Familie bekannten Person) gestohlen und das Video ohne Taylor-Anns Wissen veröffentlicht. Hasselhoff ließ 2009 durch einen Sprecher verlauten, dass er sich von seiner Alkoholsucht erhole.

## Sonstiges
2010 wurde eine Krustentierart, die in der Tiefsee bei Thermalquellen nahe Antarktika entdeckt wurde, von britischen Wissenschaftlern an Bord der RRS James Cook mit dem Spitznamen Hoff Crab (Hoff-Krabbe) bedacht, und zwar wegen der am Bauch (ventral) dichtstehenden Borsten, die die Forscher an die behaarte Brust von Hasselhoff erinnerten.
Wegen seiner besonderen Beziehung zu Berlin und zum Mauerfall nahm Hasselhoff am 17. März 2013 an einer Demonstration gegen den geplanten Teilabriss der ehemaligen Mauer an der East Side Gallery in Berlin teil.
2017 war Hasselhoff in dem Kurzfilm It’s No Game zu sehen, dessen Textpassagen von einer Künstlichen Intelligenz geschrieben wurden. Hasselhoff zitiert hier diverse Textbausteine aus Baywatch und Knight Rider.

## Filmografie (Auswahl)
Fernsehserien

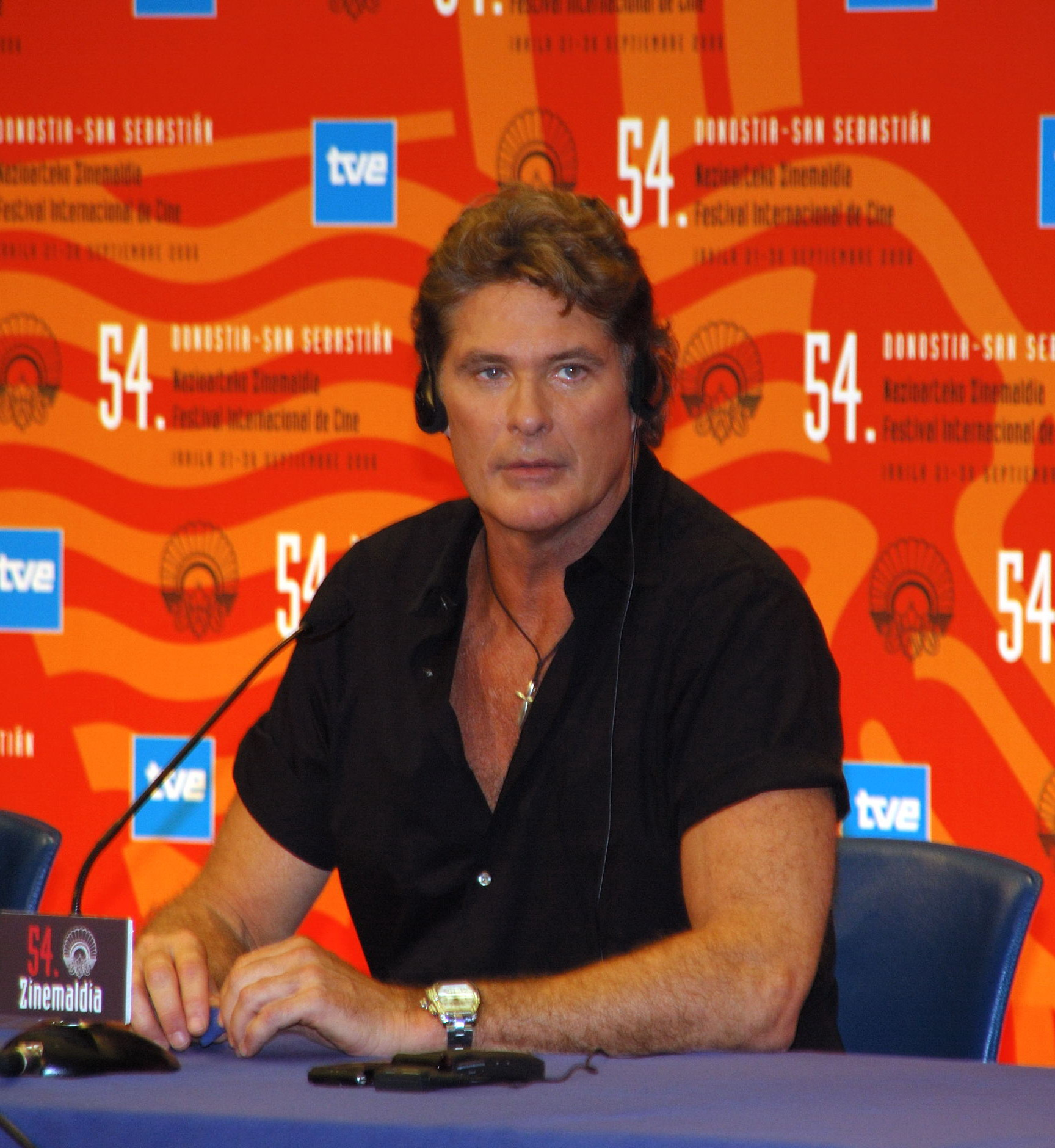
Hasselhoff beim San Sebastián International Film Festival 2005

- 1975–1982; 2010: Schatten der Leidenschaft (The Young and the Restless)
- 1975: Police Story (eine Folge)
- 1979: Quincy S4 E22
- 1980: Semi-Tough
- 1980; 1981: Love Boat (The Love Boat, zwei Folgen)
- 1982–1986: Knight Rider (90 Folgen)
- 1984: Noch Fragen Arnold? (Diff’rent Strokes, eine Folge)
- 1984: California Clan (Santa Barbara)
- 1988: Perry Mason und die Tote im See (Perry Mason: The Case of the Lady in the Lake, Fernsehfilm)
- 1989–2001: Baywatch – Die Rettungsschwimmer von Malibu (Baywatch, 206 Folgen)
- 1992: Der Ring der Musketiere (Ring of the Musketeers, Miniserie)
- 1995–1997: Baywatch Nights (44 Folgen)
- 1996: Hinterm Mond gleich links (3rd Rock from the Sun, eine Folge)
- 1997: NightMan (eine Folge)
- 2000: The West Wing – Im Zentrum der Macht (The West Wing, eine Folge)
- 2001: Fear Factor (eine Folge)
- 2002: Just Shoot Me – Redaktion durchgeknipst (Just Shoot Me!, eine Folge)
- 2003: Still Standing (eine Folge)
- 2006: Wildboyz (eine Folge)
- 2009, 2012: Robot Chicken (Stimme, zwei Folgen)
- 2011: Sons of Anarchy (Folge 4x05, Brick)
- 2013: Promi Big Brother (Fernsehshow)
- 2013: The Project (eine Folge)
- 2015–2016: Hoff the Record (12 Folgen)
- 2017: The Grand Tour (Folge 2x01)
- 2019: Battle Of The 80's Supercars
- 2021: Young Sheldon (eine Folge)
- 2022: Ze Network (acht Folgen)

Spielfilme
- 1976: The Teenies – Ein College dreht durch (Revenge of the Cheerleaders)
- 1978: Star Crash – Sterne im Duell (Scontri stellari oltre la terza dimensione)
- 1979: Pleasure Cove (Fernsehfilm)
- 1984: Cartier Affäre (The Cartier Affair)
- 1985: Der Schrecken der London Bridge (Bridge Across Time, Fernsehfilm)
- 1988: Starke Zeiten
- 1988: Witchcraft – Das Böse lebt (La casa 4 (Witchcraft))
- 1988: Zärtliche Chaoten II
- 1989: Wings of Freedom (W.B., Blue and the Bean)
- 1989: Blutiger Regen (Fire and Rain, Fernsehfilm)
- 1990: Tigerman (The Final Alliance)
- 1991: Knight Rider 2000 (Fernsehfilm)
- 1992: Nichts für Feiglinge (The Bulkin Trail, Kurzfilm)
- 1994: Avalanche – Geisel im Schnee (Avalanche)
- 1995: Baywatch – Hawaii kann auch ganz anders sein (Baywatch: Forbidden Paradise, Fernsehfilm)
- 1996: Gridlock – Die Falle (Gridlock)
- 1996: Hilfe, ich komm in den Himmel (Dear God)
- 1998: Agent Nick Fury – Einsatz in Berlin (Nick Fury: Agent of S.H.I.E.L.D.)
- 1998: Baywatch – Traumschiff nach Alaska (Baywatch: White Thunder at Glacier Bay, Fernsehfilm)
- 1998: Legacy – Tödlicher Einsatz in Manila (Legacy)
- 1999: Der große Mackenzie (The Big Tease)
- 2000: Marketing & Nirvana (The Target Shoots First, Dokumentation)
- 2000: Die einzig wahre Liebe (One True Love, Fernsehfilm)
- 2000: Willkommen in Hollywood (Welcome Hollywood)
- 2001: Shaka Zulu – Die Festung (Shaka Zulu: The Citadel, Fernsehfilm)
- 2001: Jekyll & Hyde – Das Musical (Jekyll & Hyde: The Musical, Fernsehfilm)
- 2001: Layover
- 2002: The New Guy
- 2003: Fugitives Run
- 2003: Baywatch – Hochzeit auf Hawaii (Baywatch Hawaiian Wedding, Fernsehfilm)
- 2004: A Dirty Shame
- 2004: Der SpongeBob Schwammkopf Film (The SpongeBob Squarepants Movie)
- 2004: Voll auf die Nüsse (Dodgeball: A True Underdog Story)
- 2006: Klick (Click)
- 2007: Kickin’ It Old Skool
- 2008: Knight Rider – K.I.T.T. in Gefahr! (Knight Rider)
- 2008: Anaconda – Offspring (Anaconda 3: The Offspring)
- 2010: Dancing Ninja
- 2011: Hop – Osterhase oder Superstar? (Hop)
- 2011: To Live and Dine in L.A. (Kurzfilm)
- 2011: Fuga de Cerebros 2
- 2012: Piranha 2 (Piranha 3DD)
- 2012: Christmas Planner – Was für eine Bescherung (The Christmas Consultant, Fernsehfilm)
- 2014: Stretch
- 2014: The Devil’s Carnival: Alleluia!
- 2015: Kung Fury (Kurzfilm, Stimme)
- 2015: Sharknado 3 (Sharknado 3: Oh Hell No!, Fernsehfilm)
- 2016: Sharknado 4 (Sharknado: The 4th Awakens, Fernsehfilm)
- 2017: Guardians of the Galaxy Vol. 2
- 2017: Baywatch
- 2017: Killing Hasselhoff

## Videospiele
- 2009: Command & Conquer: Alarmstufe Rot 3 als Vizepräsident der USA
- 2016: Call of Duty: Infinite Warfare als DJ (Zombies in Spaceland) (Stimme)

## Diskografie
Studioalben

| Jahr | Titel                      | Höchstplatzierung, Gesamtwochen/‑monate, AuszeichnungChartplatzierungen (Jahr, Titel, Platzierungen, Wochen/Monate, Auszeichnungen, Anmerkungen) | Höchstplatzierung, Gesamtwochen/‑monate, AuszeichnungChartplatzierungen (Jahr, Titel, Platzierungen, Wochen/Monate, Auszeichnungen, Anmerkungen) | Höchstplatzierung, Gesamtwochen/‑monate, AuszeichnungChartplatzierungen (Jahr, Titel, Platzierungen, Wochen/Monate, Auszeichnungen, Anmerkungen) | Höchstplatzierung, Gesamtwochen/‑monate, AuszeichnungChartplatzierungen (Jahr, Titel, Platzierungen, Wochen/Monate, Auszeichnungen, Anmerkungen) | Anmerkungen                                                  |
| Jahr | Titel                      | DE | AT | CH | UK | Anmerkungen                                                  |
| ---- | -------------------------- | --- | --- | --- | --- | ------------------------------------------------------------ |
| 1985 | Night Rocker               | DE30 (10 Wo.)DE | AT1 Platin · (4½ Mt.)AT | — | — | Erstveröffentlichung: 1985 Verkäufe: + 50.000                |
| 1987 | Lovin’ Feelings            | DE16 (15 Wo.)DE | AT11 Gold · (2½ Mt.)AT | — | — | Erstveröffentlichung: 18. Oktober 1987 Verkäufe: + 25.000    |
| 1989 | Looking for Freedom        | DE5 Platin · (44 Wo.)DE | AT5 Platin · (21 Wo.)AT | CH3 ×3Dreifachplatin · (21 Wo.)CH | — | Erstveröffentlichung: 21. Juni 1989 Verkäufe: + 700.000      |
| 1990 | Crazy for You              | DE7 Platin · (27 Wo.)DE | AT1 ×2Doppelplatin · (31 Wo.)AT | CH1 ×3Dreifachplatin · (25 Wo.)CH | — | Erstveröffentlichung: 6. August 1990 Verkäufe: + 750.000     |
| 1991 | David                      | DE8 Platin · (24 Wo.)DE | AT1 ×2Doppelplatin · (28 Wo.)AT | CH7 Platin · (19 Wo.)CH | — | Erstveröffentlichung: 9. September 1991 Verkäufe: + 650.000  |
| 1992 | Everybody Sunshine         | DE21 Gold · (14 Wo.)DE | AT16 Gold · (13 Wo.)AT | CH17 Gold · (9 Wo.)CH | — | Erstveröffentlichung: 14. September 1992 Verkäufe: + 300.000 |
| 1993 | You Are Everything         | DE20 (10 Wo.)DE | AT10 Gold · (17 Wo.)AT | CH27 Gold · (7 Wo.)CH | — | Erstveröffentlichung: 22. November 1993 Verkäufe: + 50.000   |
| 1994 | Du                         | DE43 (9 Wo.)DE | AT21 (7 Wo.)AT | CH41 (6 Wo.)CH | — | Erstveröffentlichung: 17. Oktober 1994                       |
| 1997 | Hooked on a Feeling        | — | AT49 (1 Wo.)AT | CH41 (4 Wo.)CH | — | Erstveröffentlichung: 10. November 1997                      |
| 2004 | Sings America              | DE27 (3 Wo.)DE | AT11 (5 Wo.)AT | — | — | Erstveröffentlichung: 2. Februar 2004                        |
| 2004 | The Night Before Christmas | — | — | — | — | Erstveröffentlichung: 8. November 2004                       |
| 2011 | A Real Good Feeling        | DE26 (3 Wo.)DE | AT3 (6 Wo.)AT | CH53 (2 Wo.)CH | — | Erstveröffentlichung: 1. April 2011                          |
| 2012 | This Time Around           | — | — | — | — | Erstveröffentlichung: 27. Februar 2012                       |
| 2019 | Open Your Eyes             | DE57 (1 Wo.)DE | AT24 (3 Wo.)AT | CH72 (1 Wo.)CH | — | Erstveröffentlichung: 27. September 2019                     |
| 2021 | Party Your Hasselhoff      | DE4 (4 Wo.)DE | AT6 (3 Wo.)AT | CH14 (2 Wo.)CH | — | Erstveröffentlichung: 3. September 2021                      |

## Auszeichnungen (Auszug)

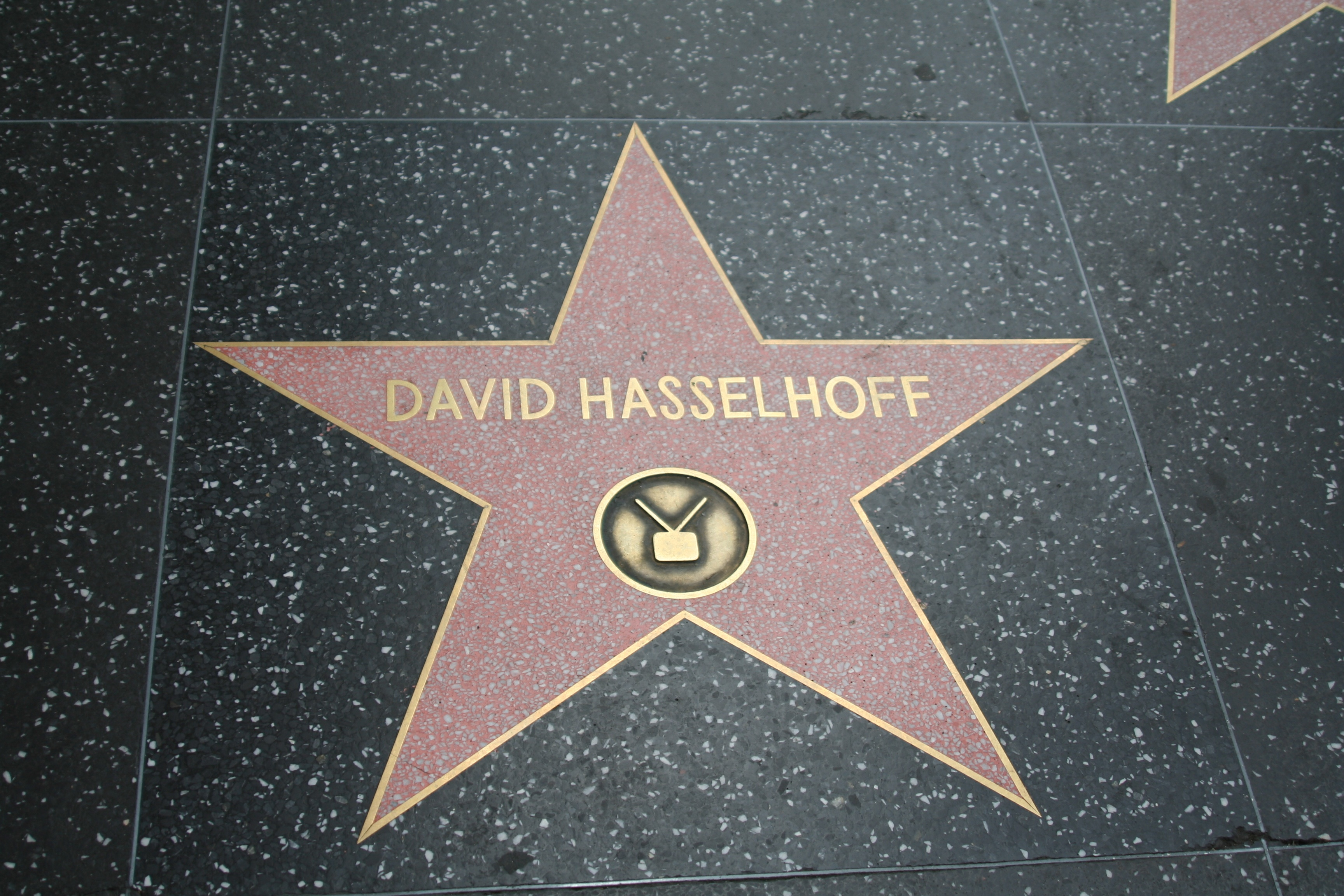
Stern für Hasselhoff auf dem Hollywood Walk of Fame

Fuß- und Händeabdruck von Hasselhoff für den Walk of Stars im Wiener Gasometer

- 1985–2005: 43 Gold- und Platin-Platten
- 1983: People’s Choice Award als Beliebtester Schauspieler
- 1986: Bravo Otto Bronze als Bester Fernsehstar männlich
- 1988: Bravo Otto Gold als Bester Fernsehstar männlich
- 1989: Bravo Otto Gold als Bester Fernsehstar männlich und Bravo Otto Silber als Bester Sänger männlich
- 1990: Bravo Otto Gold als Bester Fernsehstar männlich, Bravo Otto Silber als Bester Sänger männlich, Goldener Löwe und Goldene Europa
- 1991: Bravo Otto Gold als Bester Fernsehstar männlich und Bravo Otto Silber als Bester Sänger männlich
- 1992: RSH-Gold als Deutschproduktion männlich[19]
- 1992: Bravo Otto Silber als Bester Sänger männlich und Bravo Otto Bronze als Bester Fernsehstar männlich
- 1993: Bravo Otto Silber als Bester Sänger männlich und Club Ehren Löwe
- 1996: Stern auf dem Hollywood Walk of Fame
- 2005: Bollywood Movie Award als Internationaler Star des Jahres
- 2006: VH1 Award zum besten Comeback des Jahres 2006
- 2010: red! Star-Award für seine Selbstironie
- 2013: Goldene Himbeere: Nominierung als schlechtester Nebendarsteller in Piranha 2
- 2016: International Emmy Award für die beste Comedyserie Hoff the Record

## Dokumentarfilme
- Being David Hasselhoff. Regie: Oliver Schwabe, 51 Min., Deutschland 2019.[20][21]

## Hörbücher
- 2019: Up Against the Wall, Audible Original[22]